# جان ماکسول کوتسی
جان مَکسول "جی.ام." کوتسی ((به انگلیسی: John Maxwell "J. M." Coetzee)؛ زاده ۹ فوریه ۱۹۴۰) نویسندهٔ هلندی‌تبار اهل آفریقای جنوبی و برندهٔ جایزه نوبل ادبیات سال ۲۰۰۳ میلادی است. وی دو بار نیز برنده جایزه ادبی من بوکر شده‌است.

## زندگی
جی.ام. کوتسی در تاریخ ۹ فوریهٔ ۱۹۴۰ میلادی در کیپ تاون آفریقای جنوبی زاده شد. پدر او حقوق‌دان و مادرش آموزگار بود. وی در سال ۱۹۵۷ به دانشگاه کیپ‌تاون وارد شد و به تحصیل زبان انگلیسی و ریاضیات پرداخت. سپس، در سال ۱۹۶۰ مدرک کارشناسی ادبیات، و در ۱۹۶۱ کارشناسی ریاضیات‌اش را دریافت کرد.
او بین سال‌های ۱۹۶۲ تا ۱۹۶۵ در لندن به‌عنوان برنامه‌نویس کامپیوتر برای شرکت آی‌بی‌ام کار می‌کرد و همزمان، روی پایان‌نامه‌اش که دربارهٔ رمان‌نویس انگلیسی، فورد مادوکس فورد بود به پژوهش می‌پرداخت.
کوتزی در سال ۱۹۶۳ با فیلیپا جابر (۱۹۹۱–۱۹۳۹) ازدواج کرد. حاصل ازدواج آن‌ها دو فرزند به نام‌های نیکُلاس (۱۹۸۹–۱۹۶۶) و گیزلا (متولد ۱۹۶۸) بود.
وی در سال ۱۹۶۵ دورهٔ آموزش دکترای خود را در رشتهٔ زبان‌شناسی در دانشگاه تگزاس در آستین آغاز، و در ۱۹۶۸ مدرک دکترایش را در رشته‌های زبان انگلیسی، زبان‌شناسی و زبان‌های آلمانی دریافت کرد. موضوع پایان‌نامهٔ دورهٔ دکترای او کارهای اولیهٔ ساموئل بکت اندیشمند و نویسندهٔ شهیر ایرلندی بود که تحتِ تأثیر سبک نگارشی‌اش قرار گرفته بود .
اولین اثر داستانی کوتسی، سرزمین‌های گرگ‌ومیش در سال ۱۹۷۴ منتشر شد، که مشتمل بر دو داستان جداگانه («پروژهٔ ویتنام» و «حکایتِ یاکوبوس کوتزی») با مضمونی مشترک بود و او را به‌عنوان یک نویسندهٔ قدرتمند سبک ادبیات پسااستعماری مطرح ساخت. پس از آن، در سال ۱۹۷۷، رمان در مرکز (قلب) کشور منتشر شد، و جایزهٔ اول ادبی آفریقای جنوبی را برای وی به ارمغان آورد. در انتظار بربرها در سال ۱۹۸۰ منتشر شد و در مجموعهٔ «آثار بزرگ قرن بیستم» انتشارات پنگوئن جای گرفت. رُمان بعدی کوتزی، زندگی و زمانهٔ مایکل ک نام دارد که در ۱۹۸۳ به چاپ رسید و در همان سال جایزهٔ ادبی بوکر را از آن خود ساخت. فو که در ۱۹۸۶ منتشر شد، حول محور طرح داستانی رابینسون کروزوئه ساخته‌وپرداخته شده‌است، و عصر آهن (۱۹۹۰) که جزو عامه‌پسندترین کتاب‌های اوست، در ساندی اکسپرس به‌عنوان کتاب سال معرفی شد؛ او در این اثر خود تصویری تراژیک از اوضاع سیاسی و اجتماعیِ کشوری ویران شده توسط نژادپرستی و خشونت ارائه می‌کند. ارباب پترزبورگ (۱۹۹۴) گرچه داستانی خیالی است، اما شخصیت اول آن فیودور داستایُفسکی، اندیشمند و نویسندهٔ نامدار روس است. این اثر قدرتمند و ژرف در سال ۱۹۹۵ جایزهٔ داستان‌سرایی بین‌المللی آیریش‌تایمز را از آن خود کرد…
کوتزی در سال ۲۰۰۲ به استرالیا مهاجرت کرد و هم‌اکنون استاد پژوهشگر افتخاری در دانشگاه آدلاید است.
علاوه بر جایزهٔ نوبل ۲۰۰۳ که به پاس مجموعهٔ فعالیت‌های ادبی‌اش به وی اعطاء شد، تاکنون یازده جایزهٔ ادبی دیگر نیز به آثار او تعلق گرفته‌است که مهم‌ترین‌شان از این قرارند: جایزهٔ CAN، جایزهٔ اول ادبی آفریقای جنوبی (سه بار)، جایزهٔ بوکر (دو بار، به خاطر کتاب زندگی و زمانه مایکل ک)، جایزهٔ فمینا برای رمان خارجی (به خاطر کتاب زندگی و زمانه مایکل ک)، جایزهٔ اورشلیم، جایزهٔ ادبی لانان، جایزهٔ بین‌المللی رمان از نشریهٔ آیریش تایمز و جایزهٔ نویسندگان کشورهای مشترک‌المنافع .

### شخصیت و رفتار
کوتزی گیاه‌خوار است، عاشق دوچرخه‌سواری است و لب به مشروبات الکلی نمی‌زند.
کوتزی مردی گوشه‌گیر و آرام است و به‌ندرت با رسانه‌های گروهی ارتباط می‌گیرد و اگر لازم بداند، ترجیح می‌دهد از طریق پُستِ الکترونیکی (ایمیل) باشد. او برای دریافت دو جایزهٔ بوکر شخصاً به لندن نرفت و در سال ۲۰۰۳ هم پس ازاعلام برنده شدن نوبل حاضر به مصاحبه با خبرنگاران نشد. او در جایی نوشته‌است، «راه سومی میان حرف زدن و سکوت کردن وجود دارد، و آن ادبیات است. زبانی که من با آن سخن می‌گویم مناسب نوشتن است، نه گفت‌وشنود» .

## جایزه نوبل ادبیات
مقامات آکادمی نوبل هنگام اعطای جایزهٔ نوبل به کوتسی گفتند، ساختار نگارشی رمان‌های وی بسیار استادانه است و دیالوگ‌های متن داستان‌هایش از لحاظ تحلیلی حرف زیادی برای گفتن دارند، اما کوتزی در عین حال یک شکاک موشکاف است که در انتقاداتش از فردگرایی و اصول اخلاق ظاهری تمدن غرب منتقدی بسیار بی رحم است.
هوراس انگداهل، وزیر دایمی آکادمی نوبل در این باره گفت: انتخاب کوتزی کار بسیار آسانی بود. ما از ارزش آثارش برای دنیای ادبیات اطمینان داریم. در این بین تعداد آثار مهم نیست، بلکه گوناگونی و کیفیت بالای آن‌ها ارزش دارد و من فکر می‌کنم او نویسنده‌ای است که همواره آثارش از سوی نویسندگان مورد بحث و تجزیه و تحلیل قرار خواهد گرفت و ما فکر می‌کنیم او باید به میراث ادبیات‌مان تعلق گیرد.

### داستان و رُمان
- ۱۹۷۴- سرزمین‌های گرگ‌ومیش
- ۱۹۷۷- در مرکز (قلب) کشور
- ۱۹۸۰- در انتظار بربرها
- ۱۹۸۳- زندگی و زمانهٔ مایکل ک
- ۱۹۸۶- دشمن (فو)
- ۱۹۹۰- عصر آهن
- ۱۹۹۴- ارباب (خداوند) پترزبورگ
- ۱۹۹۹- زندگی جانوران
- ۱۹۹۹- بدنامی
- ۲۰۰۳- الیزابت کاستلو
- ۲۰۰۵- مرد تنبل (کودن)
- ۲۰۰۷- خاطرات سال بد
- ۲۰۱۳- کودکی مسیح
- .     -استاد پترزبوزگ

### خودسرگذشت‌نامهٔ داستانی
- ۱۹۹۷- دوران کودکی
- ۱۹۹۹- دوران جوانی
- ۲۰۰۹- فصل تابستان
- ۲۰۱۱- نماهایی از زندگی شهرستانی

### نقد و نامه‌نگاری
- واقعیّت در خودسرگذشت نامه‌نویسی (انتشارات دانشگاه کیپ تاون، ۱۹۸۴)
- سپید نویسی: دربارهٔ فرهنگ نامه نگاری در آفریقای جنوبی (انتشارات دانشگاه ییل، ۱۹۸۸)
- مقاله‌ها و گفتگوها (انتشارات دانشگاه هاروارد، ۱۹۹۲)
- مقاله‌هایی دربارهٔ سانسورگری (انتشارات دانشگاه شیکاگو، ۱۹۹۶)
- ساحل‌های بیگانه: مقاله‌های ادبی، ۱۹۸۶–۱۹۹۹ (انتشارات سکر و واربورگ، ۲۰۰۱)
- کارکردهای داخلی: مقاله‌های ادبی، ۲۰۰۰–۲۰۰۵ (انتشارات هارویل سکر، ۲۰۰۷)
- اینجا و اکنون: مجموعهٔ نامه نگاری‌ها با پل استر، ۲۰۰۸–۲۰۱۱ (انتشارات وایکینگ، ۲۰۱۳)[۸]

## فارسی

### آثار ترجمه شده
- دشمن، ونداد جلیلی، نشر چشمه - تهران (۱۳۹۳)
- آقای فو، الناز ایمانی، نشر امیرکبیر - تهران (۱۳۹۰)
- یادداشت‌های سال بد، حمید یزدان‌پناه، نشر افراز - تهران (۱۳۸۹)
- سرزمین‌های گرگ‌ومیش، محسن کاس‌نژاد، نشر بیدگل - تهران (۱۳۸۸)
- الیزابت کاستلو، حمید یزدان‌پناه، نشر علم - تهران (۱۳۸۸)
- در انتظار بربرها، محسن مینوخرد، نشر مرکز - تهران (۱۳۸۶)
- عصر آهن، جلال رجبیان، نشر کاکتوس - تهران (۱۳۸۵)
- ننگ، بهروز مشیری، نشر قصّه - تهران (۱۳۸۵)
- روزگار آقای مایکل ک، ندا رهنورد حق، نشر نگار و نیما (نگیما)- تهران (۱۳۸۵)
- در انتظار بربرها، فریده بیلغ (اسدی مقدم)، نشر پلک - تهران (۱۳۸۴)
- زندگی و زمانهٔ مایکل ک، مینو مشیری، فرهنگ نشر نو - تهران (۱۳۸۳)
- زندگی و زمانه مایکل ک، آناهیتا تدین، نشر روزگار - تهران (۱۳۸۴)
- در ان‍ت‍ظار ب‍رب‍ره‍ا، ب‍ه‍روز م‍ش‍ی‍ری، نشر جیحون - تهران (۱۳۸۳)
- در انتظار بربرها، محمدرضا رضائی هنجی، نشر البرز - تهران (۱۳۸۳)
- کودکی، محسن مینوخرد، نشر قصه - تهران (۱۳۸۳)
- رسوایی، حسن بلیغ، نشر آگرا - تهران (۱۳۸۳)

### مقالات فارسی دربارهٔ آثار جان مکسول کوتزی
- کوئتزی و رمان بازآموزی - نویسنده: توما رینه - ترجمه: حامد یوسف‌نژاد -دوماهنامهٔ بخارا، ش ۵۳، تیر و مرداد ۱۳۸۵:: ص ۵۷۱ - ۵۷۳
- پسااستعمارگرایی و سیاست ترجمه: دربارهٔ سرزمین‌های گرگ‌ومیش - نویسنده: حسین نمکین -روزنامه شرق، ش ۱۰۶۰، ۲۲/۶/۸۹، ص ۱۰
- م‍ن‍ش‍ی ن‍ام‍رئ‍ی زم‍ان - نویسنده: ض‍ی‍اءال‍دی‍ن ت‍راب‍ی - ک‍ل‍ک، ش ۱۴۲، (آذر ۱۳۸۲): ص ۳–۵
- همچون آینه‌ای بی‌زنگار: کوتسی، روایتگر آپارتاید - نویسنده: آلن رایدینگ، ترجمه: آرش جلال منش - روزنامهٔ اعتماد، ۱۴/۱۲/۸۶
- شهردار در انتظار بربرها قطره قطره چکید: نقدی بر در انتظار بربرها - نویسنده: الهه رهرونیا - گزارش روزنامهٔ اعتماد از جان مکسول کوتزی، ۷/۲/۸۷
- کوئتزی علیه کوئتزی در واقعیت و در خیال: نگاهی به کتاب «تابستان» - نویسنده: سمیرا قرایی - روزنامهٔ فرهیختگان، ۱۷/۶/۱۳۸۸
- هیولا - قهرمان: نگاهی به سرزمین‌های گرگ‌ومیش جان مکسول کوتزی - نویسنده: فرناز معیریان - روزنامهٔ شرق، ۱۰/۳/۱۳۸۹
- تمثیل‌های کافکایی جی ام کوئتزی - نویسنده: شهریار خالقی - روزنامه شرق، ۱۳/۷/۱۳۹۰
- نمای دور ۱ ،۳٬۲ - پروندهٔ ج.م. کوئتزی، برندهٔ نوبل ۲۰۰۳ - نویسنده: گودرز می‌رانی - فصلنامهٔ برگ فرهنگ، صص ۸۰–۸۹، ۱۳۸۲
- زیبایی نجات بخش - مقاله‌ای از جویس کرول اوتس دربارهٔ کتابِ کودکی مسیح اثرِ جی.ام. کوتزی - ترجمهٔ محسن کاس نژاد -روزنامهٔ شرق، شمارهٔ ۲۰۶۴، ۲۳/۴/۹۳ ، ص ۹(ادبیات)

## نظرات منتقدان
صاحب نظران جان مکسول کوتزی را یک شکاک بسیار دقیق می‌نامند که بی رحمانه از منطق سفاک و اصول اخلاقی سطحی و بزک کردهٔ تمدن انتقاد می‌کند.
منتقدان سبک پاکیزه و جمع و جورش را نمایانگر نحوه زندگی پارسایانه او می‌دانند. منتقدان همچنین وی را وارث برحق کافکا می‌خوانند و آثارش را شبیه به آثار این نویسندهٔ اگزیستانسیالیست قرن بیستم چک می‌دانند.

## اقتباس‌های سینمایی و تلویزیونی
- گرد و غبار - ۱۹۸۵، (بر اساس رُمان در قلب کشور) - کارگردان: ماریون هانسل (محصول مشترکِ اسپانیا/فرانسه/بلژیک)
- زندگی جانوران - ۲۰۰۲، (بر اساس رُمان زندگی جانوران) - کارگردان: آلکس هاروی (محصول انگلستان)
- رسوایی - ۲۰۰۸، (بر اساس رُمان رسوایی) - کارگردان: استیو جیکوبز (محصول مشترک استرالیا/آفریقای جنوبی)
- در انتظار بربرها - ۲۰۱۹ (اقتباس از رمانی به همین نام، اثر جی. ام. کوئتزی) - کارگردان: سیرو گِرا (محصول ایتالیا/ایالات متحد)